# Chiguao

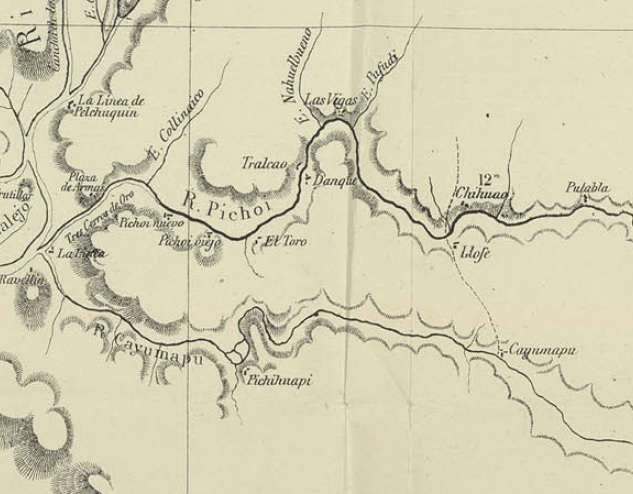
Chiguao o Chihuao en el Mapa de la expedición de Francisco Vidal Gormaz en 1869

Chiguao o  Chihuao es un caserío de la comuna de Máfil, ubicada en la parte oeste de la comuna, cerca de la ribera norte del río Pichoy y la de la localidad de Putabla.

## Historia
La localidad fue incorporada en el mapa del Ingeniero Francisco Vidal Gormaz en el año 1868.
Y en el año 1899 en el Diccionario Geográfico de  Francisco Astaburuaga es mencionada

Chiguao. Pequeño caserío y fundo del departamento de Valdivia, situados en la margen norte ó derecha del río Pichoy, como á seis kilómetros más arriba de la junta de éste con el riachuelo de Pufudi. Distan 30 kilómetros hacia el NE. de la ciudad de Valdivia. El nombre es alteración de chiguay, la niebla.
 Francisco Astaburuaga 

### Fundo Chihuao
El fundo Chihuao, situado a orillas del río Pichoy, fue adquirido por el agricultor e industrial Otto Hoffmann Thater, casado con Nora Anwandter (descendiente de Carlos Anwandter). Posteriormente pasó a su hijo Pablo Hoffmann Anwandter, siendo el fundo familiar de la familia Hoffmann.

## Hidrología
Chiguao se encuentra en el humedal que forma parte integrante río Pichoy.

## Accesibilidad y transporte
Chiguao se encuentra a 13,1 km de la ciudad de Máfil a través de la Ruta T-305 y T-319.